# Церква введення в храм Пресвятої Богородиці (Храбузна)
Церква введення в храм Пресвятої Богородиці в Храбузній — парафія і храм греко-католицької громади Зборівського деканату Тернопільсько-Зборівської архієпархії Української греко-католицької церкви в селі Храбузна Тернопільського району Тернопільської области.

## Історія церкви
Село вперше згадується 20 травня 1684 року, коли король Речі Посполитої Ян III Собеський у Яворові призначив Івана Раневського його управителем.
Після війни в селі згоріла стара дерев'яна церква. Завдяки ініціативі Івана Гоменюка, Івана Баранця, Володимира Бойка та Івана Холяви громада збудувала невеликий храм, який у 1990 році освятив владика Михаїл Сабрига. Значну допомогу в будівництві надали Іван Бобів та директор заводу залізобетонних виробів Володимир Климчук. Усі хоругви, фелони та рушники для церкви вишила Ярослава Пелих з родиною.
Парафія і храм належали до УГКЦ до 1946 року, а з 1990 року знову повернулися в її лоно.
У селі немає школи та лікарні. На честь борців за незалежність України біля церкви насипано символічну могилу і встановлено кам'яний хрест із прізвищами тих, хто не повернувся з визвольних змагань. До 2000-ліття Різдва Христового у селі також встановили пам'ятний хрест.
У 2005 році парафію з візитацією відвідав єпископ Василій Семенюк.
При храмі діє Вівтарне братство.

## Парохи
- о. Павло Дуткевич (до 1990),
- оо. Іван Періг та Стефан Зубко (до 1995),
- о. Михайло Вересюк (з вересня 1995).